# Mężczyzna (utwór dramatyczny)
Mężczyzna – utwór dramatyczny autorstwa Gabrieli Zapolskiej, napisany najprawdopodobniej w grudniu 1901 roku, zaś wystawiony po raz pierwszy 18 stycznia 1902 w Teatrze Miejskim w Krakowie. 

## Opis fabuły
Sztuka ukazuje powikłane relacje uczuciowe czwórki bohaterów. Karol, dziennikarz o dość hulaszczym trybie życia, opuszcza swoją żonę Ninę i wiąże się z młodą, atrakcyjną, lecz niezbyt inteligentną Elką. Po jakimś czasie dziewczyna zachodzi w ciążę, jednak para nie może sformalizować swego związku, gdyż Nina odmawia udzielenia rozwodu. Tymczasem Karol stopniowo nudzi się Elką i coraz bardziej przenosi swe uczucia na jej znacznie bardziej wysublimowaną, lecz raczej niedostępną, starszą siostrę Julkę. 

## Inscenizacje i adaptacje
Mężczyzna był dwukrotnie ekranizowany na potrzeby Teatru Telewizji. Wersję z 1967 wyreżyserowała Irena Babel, zaś wystąpili w niej Anna Seniuk, Aleksander Bednarz, Izabella Olszewska i Dominika Stec. Druga telewizyjna adaptacja dramatu została zrealizowana w 1992 w reżyserii Wojciecha Nowaka. W obsadzie znaleźli się wówczas Anna Majcher, Krzysztof Wakuliński, Maria Pakulnis i Magdalena Zawadzka. W 1977 nagrano wersję dla Teatru Polskiego Radia, której reżyserem był Andrzej Łapicki, zaś w czworo bohaterów wcielili się Halina Rowicka, Marta Lipińska, Magdalena Zawadzka oraz sam reżyser. 
Ostatnie dotychczasowe wystawienie Mężczyzny na zawodowej scenie teatralnej miało miejsce w 2018 na deskach Teatru Dramatycznego m. st. Warszawy.